# Джохор (река)
Джохо́р (малайск. Sungai Johor) — река в Малайзии, протекающая по одноимённому штату.
Длина реки составляет 122,7 км, на территории её бассейна (2636 км²) проживает 220 тыс. человек (1997).
Берёт начало у гор Белумут (малайск. Gunung Belumut) и Букит-Гемурух. Река протекает через юго-восточную часть штата Джохор и впадает в Джохорский пролив.
На 1997 год 16,4 % бассейна реки занимали леса, 11,6 % — болота, 18,5 % — сельскохозяйственные земли, 5,5 % застроено. В 2011 году 71 % бассейна занимали пальмовые плантации, 14 % — леса. Около 60 % бассейна занимают нагорья (средняя высота — 366 м, наивысшая точка — 1010 м), остальная часть бассейна — низменная и болотистая. На севере преобладают джунгли, на юге обширные участки леса были расчищены для пальмовых и каучуковых плантаций. В верховьях распространены гранитные почвы, состоящие из грубого песка и и глины, в низовьях же образуются аллювиальные почвы из мелкого песка и глины. Основными породами в бассейне реки являются гранит и адамеллит, вместе они покрывают около 67 % площади бассейна.
Крупнейшими притоками реки являются Сайонг (длина — 46,3 км, площадь бассейна — 737,3 км²), Лингиу (длина — 46,5 км, площадь бассейна — 383,6 км²), Тирам (длина — 33,5 км, площадь бассейна — 122,7 км²), Семангар, Лебам и Селуют.
В бассейне реки царит тропический дождливый климат (Af по Кёппену).
Среднегодовая норма осадков в районе реки составляет около 2470 мм в год, средняя температура — 27 °C. Сезон дождей длится с ноября по январь, большинство наводнений происходят в декабре.
Среднегодовой расход воды составляет 37,5 м³/с (Рантау-Панджанг), максимальный зарегистрированный — 587,9 м³/с. Во второй половине XX века крупнейшие наводнения на реке происходили в 1967—1968, 1981, 1982, 1987 и 1989 годах.
Вода Джохора удовлетворяет 55 % потребности водообеспечения штата (927 тыс. м³/день). Кроме того, в 1962 году было подписано соглашение между Малайзией и Сингапуром, согласно которому Сингапур может ежедневно импортировать до 1,136 тыс. м³ неочищенной воды из реки Джохор (что обеспечивает около половины потребности Сингапура в воде) по фиксированной цене в 3 малайзийских сена (0,03 ринггита) за тысячу галлонов (4546 литров) и обязуется снабжать Джохор очищенной водой в объёме 2 % от импортированного. Срок действия договора истекает в 2061 году. В соглашении было указано, что Малайзии имеет право пересмотреть цену через 25 лет после его подписания, но так как она этого не сделала, Сингапур считает, что она отказалась от этого права. Позже власти Малайзии неоднократно высказывали намерение пересмотреть установленную цену, что вызвало кризис в государственных отношениях в 2000 году.
Для обеспечения потребностей Сингапура в 1993 году на реке Лингиу в 12 км от её слияния с Джохором было возведено водохранилище Лингиу объёмом 777 млн м³ (полезный объём 762 млн м³). Водохранилище, как и водоочистная станция у Кота-Тинги, находится под контролем совета по коммунальным услугам Сингапура (PUB). Вода из Джохора является одним из «четырёх национальных кранов» Сингапура, наряду с водой из 17 сингапурских водохранилищ, опреснённой и регенерированной. Ежегодно на покупку малайзийской воды Сингапур тратит 230 млн долларов.
Согласно проведённому в 2019—2020 годах исследованию, средняя кислотность воды составляет 6,29; средняя температура — 27,9°С; ХПК — 13,7 ppm. В половине проб было зарегистрировано повышенное содержание колиморфных бактерий. На начало XXI века увеличение потребления, засухи и загрязнение всё более ограничивают запасы пресной воды в регионе.